# Aero California

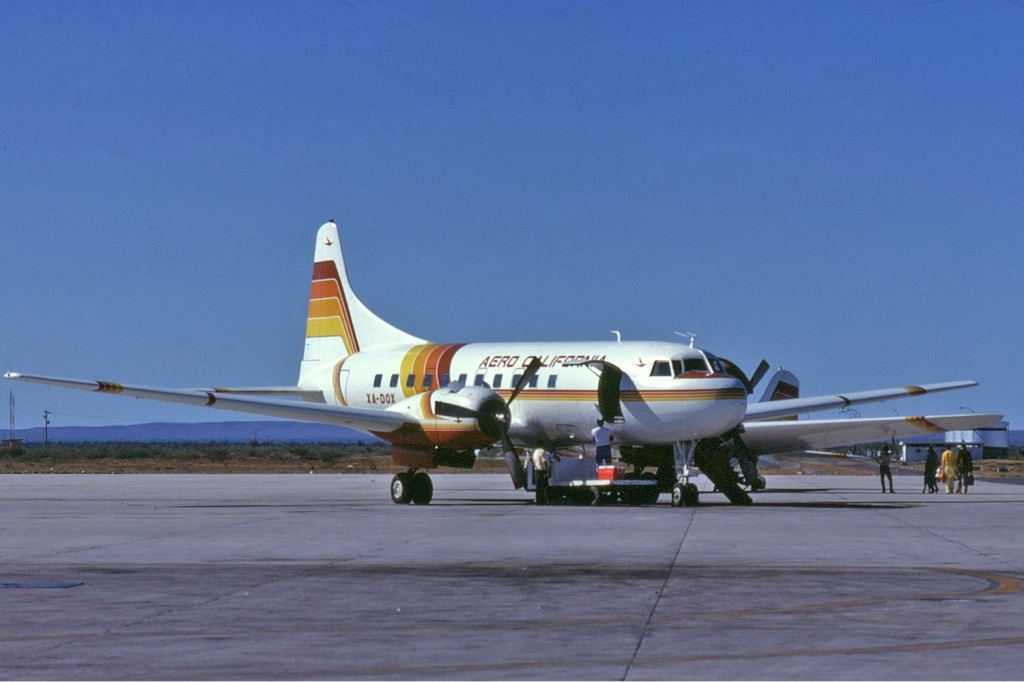
Convair CV-340 (XA-DOX) en el Aeropuerto Internacional de La Paz.

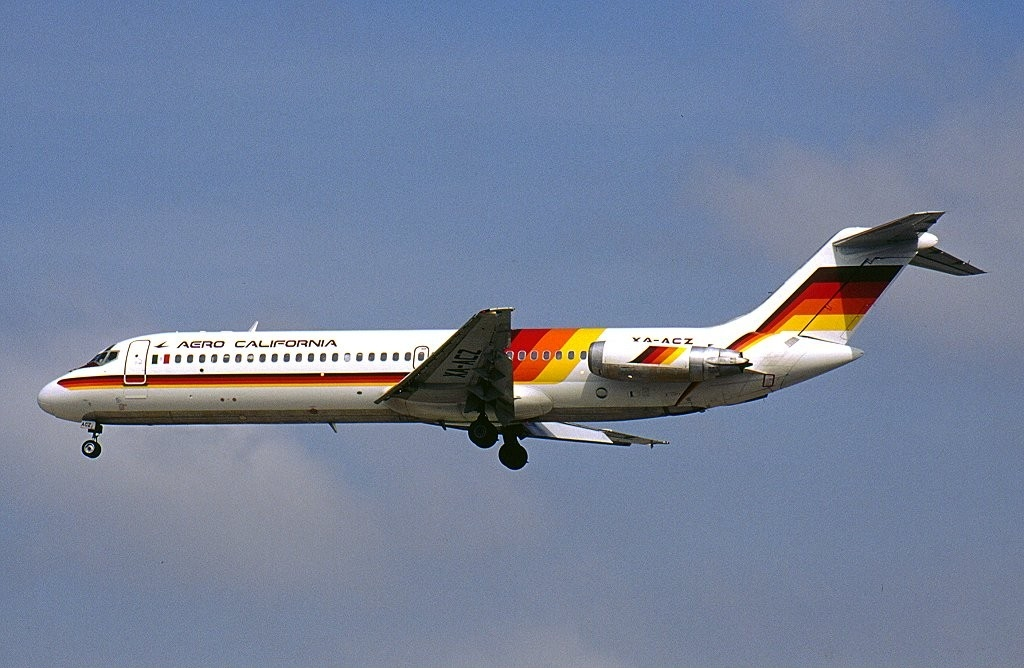
McDonnell Douglas DC-9-32 (XA-ACZ) aterrizando en el Aeropuerto Internacional de Los Ángeles.

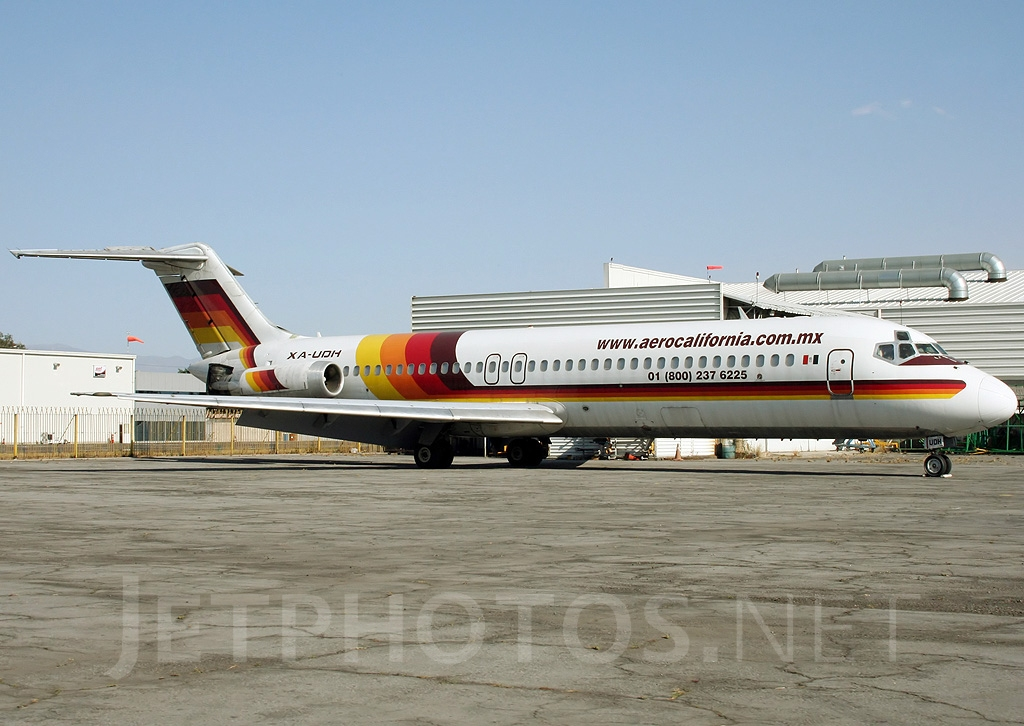
McDonnell Douglas DC-9-32(XA-UDH) en el Aeropuerto Internacional de la Ciudad de México.

Aero California fue una aerolínea mexicana con base en La Paz, México que se encuentra suspendida de operaciones desde el 24 de julio del 2008, por la Secretaría de Comunicaciones y Transportes, además de que sus trabajadores están en huelga.

## Historia
En el año de 1960 y ante la necesidad de cubrir algunas rutas particulares, nace Aero California en La Paz, Baja California Sur.  Su flota inicial consistía de un Cessna 185 y un Beechcraft D 18.
Para 1980 fueron añadidos cuatro McDonnell Douglas DC-3 a la flota.  Las matrículas de esas naves eran: XA-IOR, XA-JAE, XA-JIE y XA-RAM.  En ese entonces el esquema de color o diseño de la aeronave eran los colores marrón, rojo, naranja y amarillo, separados mediante una línea blanca.  En el verano de 1982 llega el primer DC-9-15 con la matrícula XA-BCS; E inician los vuelos desde La Paz a Los Mochis y Tijuana, desde Tijuana a Los Mochis y Guadalajara. En 1988 se incorporan a la flota 4 DC-9-14/15, el próximo año otro más el XA-RRY, en el año 1990 llegarían 4 más DC-9-15 y otro en el año 1991. En diciembre de 1994 llegan los dos primeros DC-9-32 con las matrículas XA-SWG y XA-SWH. En 1995 llegarían otros tres DC-9-32 ( XA-SYD, XA-TAF y el XA-TBQ ).
Aero California creció como una aerolínea de bajo costo, y para 1989 se realizó el primer viaje a Los Ángeles, iniciando así su internacionalización. Más tarde se volaría también a Phoenix, y también voló un tiempo a Tucson, Arizona. Incluso San Diego, California formó parte de algunos de sus folletos. Y por igual iniciaría vuelos a Dallas Ft Worth.

### Suspensión
El domingo 2 de abril del 2006, Aero California suspendió operaciones por instrucciones de la Dirección General de Aeronáutica Civil de la Secretaría de Comunicaciones y Transportes. Tras la suspensión les fueron otorgados 90 días para corregir sus deficiencias administrativas y de operación y salió adelante. 

### Reapertura
El viernes 11 de agosto del 2006 y después de que la DGAC levantara la suspensión, la empresa reanudó oficialmente sus operaciones.

### Nueva suspensión
Nuevamente la Secretaría de Comunicaciones y Transportes (SCT), a través de la Unidad de Asuntos Jurídicos, suspendió del uso, goce o aprovechamiento del espacio aéreo mexicano, a la empresa Aero California por no comprobar los pagos de Derechos, la suspensión inició el 24 de julio del 2008 a partir de las 14:00 horas. (Comunicado de prensa n.º 135 y 139 de la propia SCT). 
En esta misma fecha, el Sindicato de Trabajadores de Aero California presentó ante La Junta Federal De Conciliación y Arbitraje un emplazamiento a huelga, para la empresa, la cual fue declarada legalmente existente a las 12 horas del día 5 de agosto del 2008 por la misma Junta. La empresa continúa en huelga, y ya no sigue existiendo aunque y aún mantenga su concesión.

## Destinos
- México: Aguascalientes, Chihuahua, Ciudad de México, Ciudad Juárez, Ciudad Obregón, Ciudad Victoria, Colima, Culiacán, Durango, Ensenada, Guadalajara, Hermosillo, La Paz, Los Mochis, Manzanillo, Mazatlán,  Matamoros, Monterrey, Puebla, Tampico, Tepic, Tijuana, Torreón, Veracruz, Villahermosa

- Estados Unidos: Dallas, Los Ángeles, Phoenix, San Diego, Tucson

## Flota
Aero California operó los siguientes aviones durante su existencia:
- 1 Beechcraft 18
- 16 Boeing 737-200
- 2 Cessna 185 Skywagon
- 2 Cessna 206 Stationair
- 1 Convair 340
- 2 Douglas C-47 Skytrain
- 2 Douglas DC-3
- 5 McDonnell Douglas DC-9-14
- 7 McDonnell Douglas DC-9-15
- 23 McDonnell Douglas DC-9-32

La aerolínea operaba una flota exclusivamente de aviones DC-9 cuando cesó sus operaciones.

## Incidentes y accidentes
El 21 de enero de 1986, un DC-3 perteneciente a Aero California se estrella en una montaña cerca del aeropuerto de Los Mochis.  Años después un accidente tuvo lugar en la Ciudad de México sin que se registraran decesos o lesionados, la causa se atribuyó a la lluvia y al viento (Windshear), lo que originó el despiste de una nave tipo DC-9-15.

## Galería de fotos

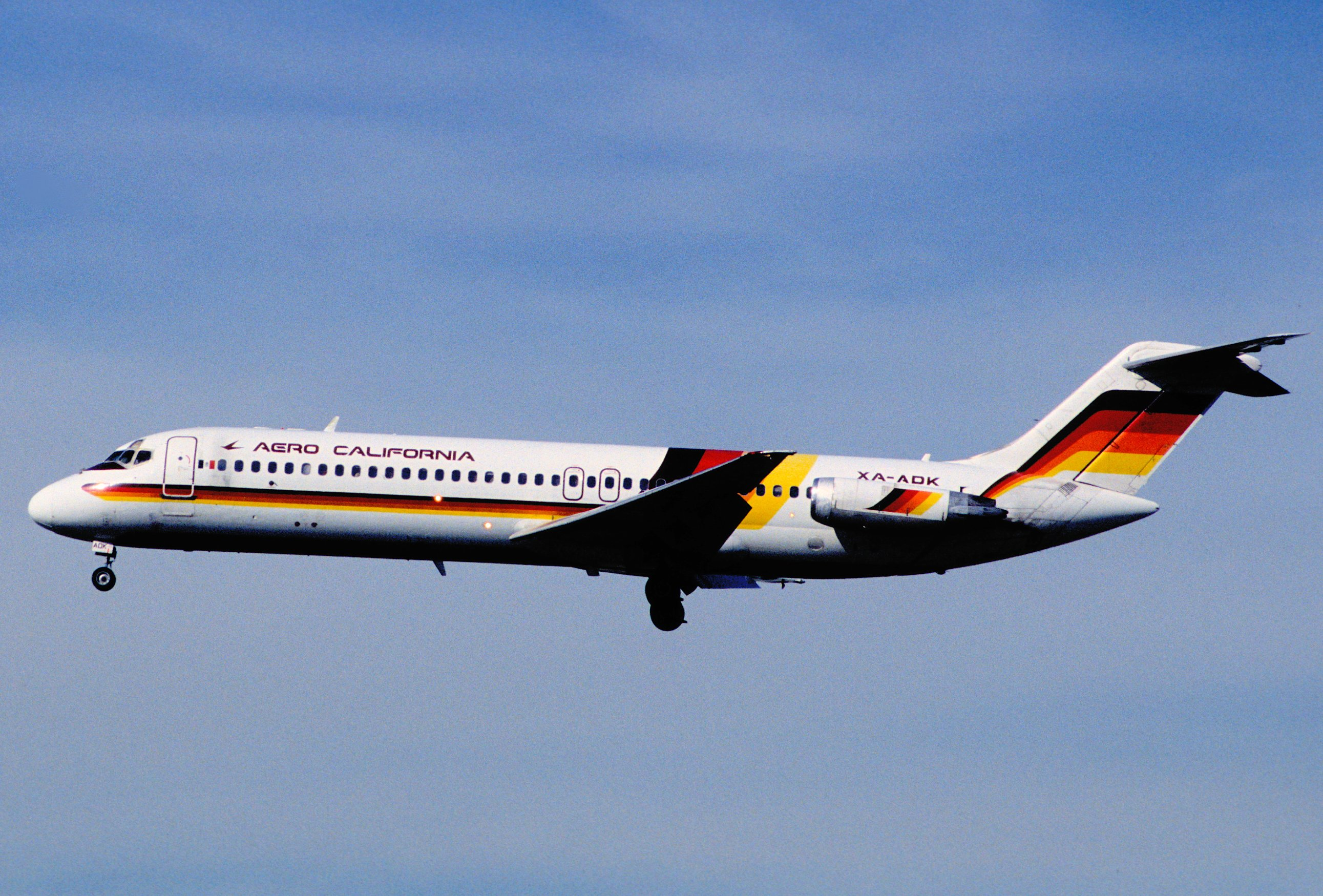
McDonnell Douglas DC-9-32 (XA-ADK) aterrizando en el Aeropuerto Internacional de Los Ángeles
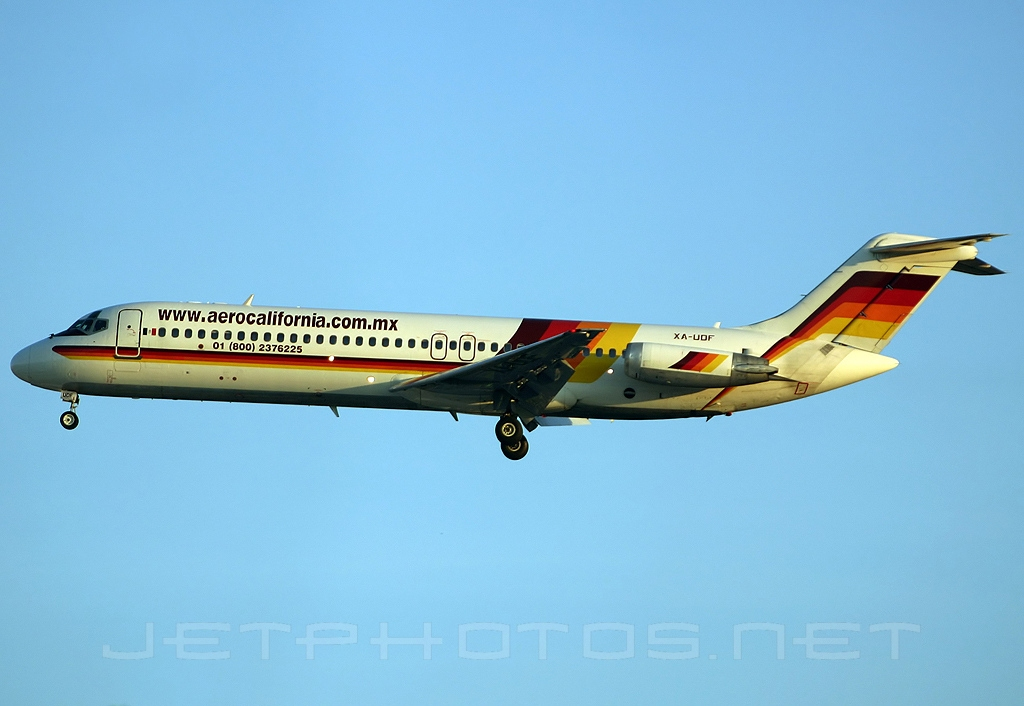
McDonnell Douglas DC-9-32 (XA-UDF) aterrizando en el Aeropuerto Internacional de la Ciudad de México
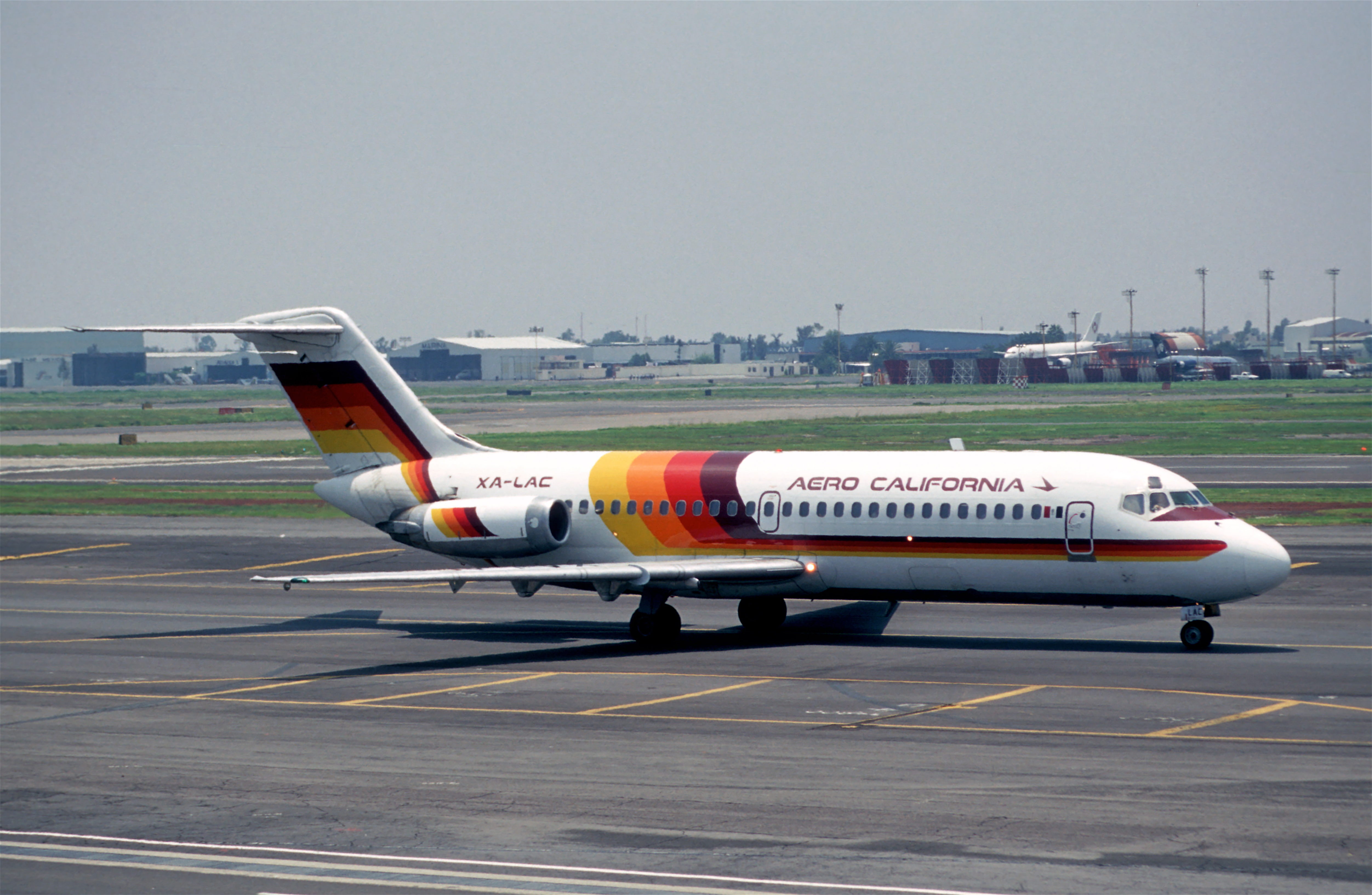
McDonnell Douglas DC-9-15 (XA-LAC) en el Aeropuerto Internacional de la Ciudad de México
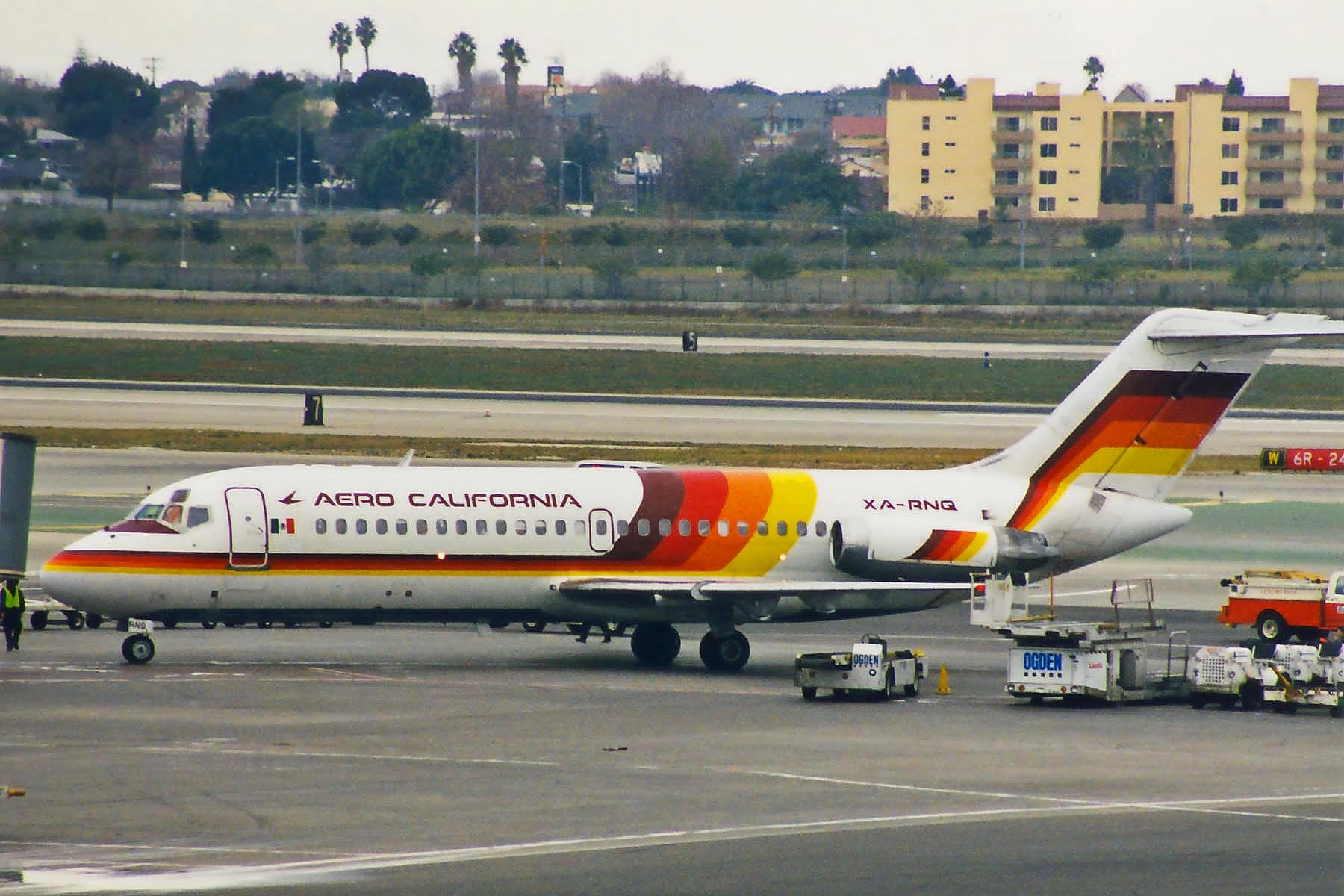
McDonnell Douglas DC-9-15 (XA-RNQ) en el Aeropuerto Internacional de Los Ángeles
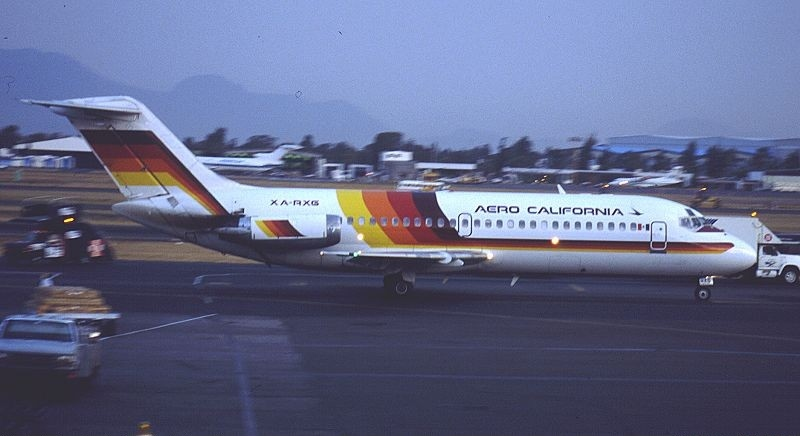
McDonnell Douglas DC-9-14 (XA-RXG) en el Aeropuerto Internacional de la Ciudad de México
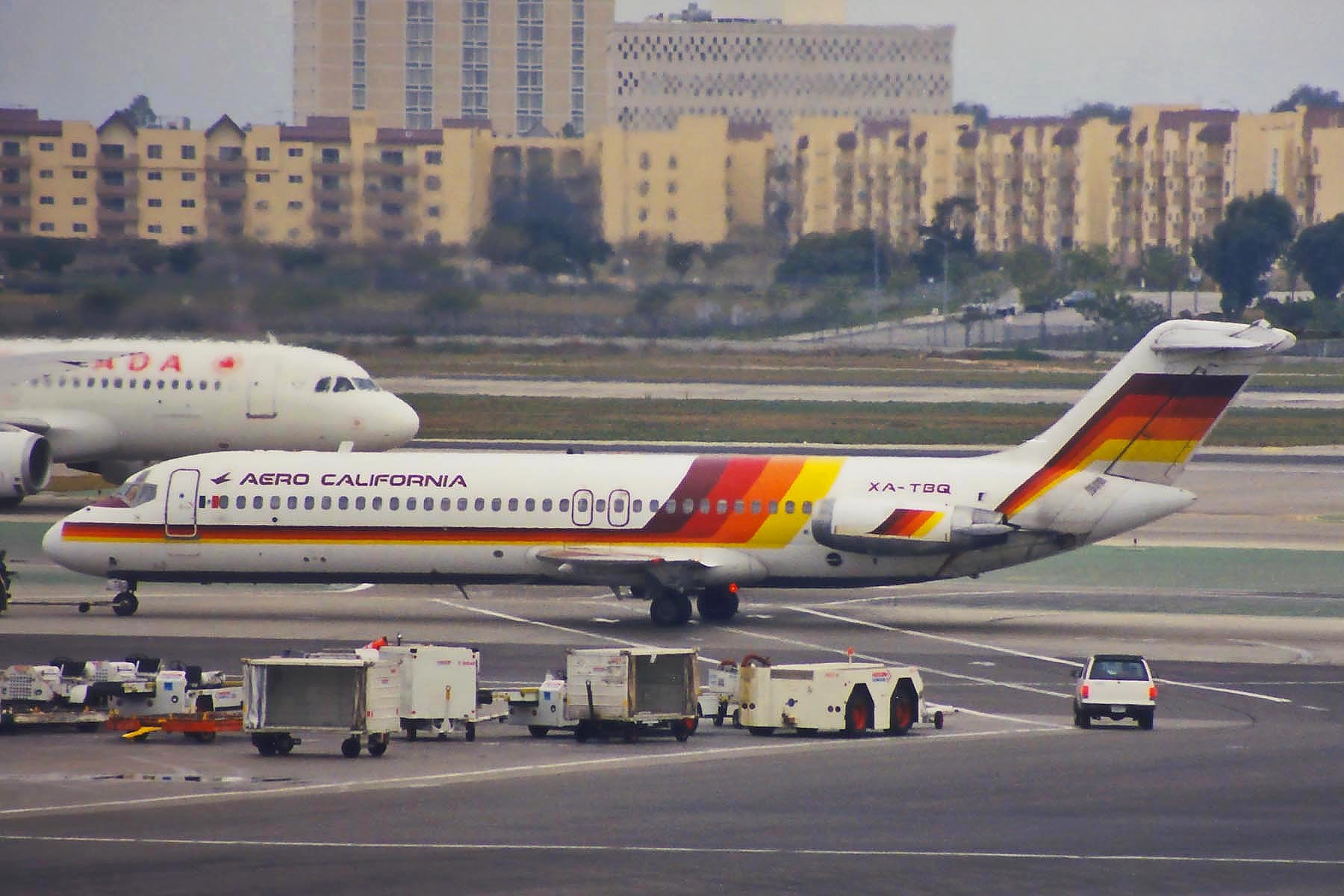
McDonnell Douglas DC-9-32 (XA-TBQ) en el Aeropuerto Internacional de Los Ángeles